# Quattro Canti (Palermo)

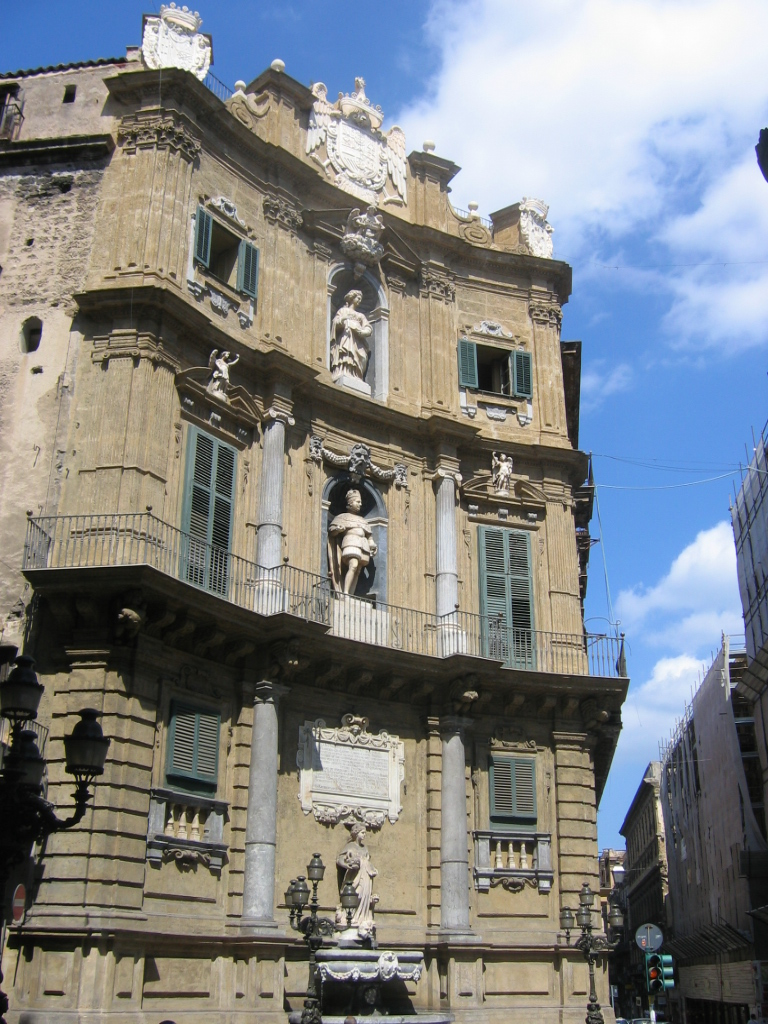
Palastfassade

Quattro Canti (deutsch: vier Ecken), genauer Quattro Canti di città, ist ein von der
barocken Architektur der Quattro Canti eingerahmter Platz im historischen Zentrum von Palermo, der Hauptstadt Siziliens. Er liegt an der Kreuzung der zwei Verkehrsachsen Corso Vittorio Emanuele und der Via Maqueda und zählt zu den herausragenden Werken barocker Architektur in Palermo. Offiziell heißt er Piazza Vigliena nach dem spanischen Vizekönig Juan Fernandez Pacheco de Villena, der das Architektur-Ensemble erbauen ließ.  Der Platz wird auch Teatro del Sole genannt, weil den ganzen Tag über das Sonnenlicht auf eine der Eckfassaden fällt.

## Geschichte
Der Platz entstand bei einer Stadterweiterung nach Osten im 17. Jahrhundert. Der seit der Zeit der arabischen Herrschaft im 9. Jahrhundert als Hauptstraße Palermos dienende Cassaro (heute Corso Vittorio Emanuele), der vom Normannenpalast ausgeht, wurde nach Osten (genauer: Ostnordost) bis zum Meer verlängert und insgesamt verbreitert. Im Jahr 1608 ließ der spanische Vizekönig Maqueda im rechten Winkel dazu eine weitere große Straße, die Via Nuova (heute Via Maqueda), bauen. Die beiden Straßen teilen die Altstadt in die  Stadtviertel Albergheria, Seralcadio (auch Capo genannt), Loggia und Kalsa, die den historischen Vierteln (mandamenti) Palazzo Reale, Monte di Pietà, Castellammare und Tribunali entsprechen.
Der Schnittpunkt der beiden Straßen wurde zu einem achteckigen Platz mit geschwungenen Fassaden ausgebaut, der Piazza Vigliena genannt wurde. Der Ausbau des Platzes dauerte von 1608 bis 1620. Der aus Florenz stammende Architekt Giulio Lasso  errichtete an den vier Ecken der Kreuzung je einen Palast.

## Beschreibung
| Himmelsrichtung | Süd-Südwest   | West-Nordwest  | Nord-Nordost  | Ost-Südost   |
| --------------- | ------------- | -------------- | ------------- | ------------ |
| Bild            |               |                |               |              |
| Stadtviertel    | Albergheria   | Seralcadio     | Loggia        | Kalsa        |
| Mandamento      | Palazzo Reale | Monte di Pietà | Castellammare | Tribunali    |
| Jahreszeit      | Frühling      | Sommer         | Herbst        | Winter       |
| Herrscher       | Karl V.       | Philipp II.    | Philipp IV.   | Philipp III. |
| Schutzheilige   | Cristina      | Ninfa          | Oliva         | Agatha       |

Die Fassaden der vier Paläste sind konkav geschwungen, dreigeteilt und mit Statuen und antiken Säulen verziert. In den Sockelnischen befinden sich Brunnen, deren Fontänen und Statuen die vier Jahreszeiten symbolisieren. Im mittleren Bereich stehen in zentralen Nischen die Statuen der spanischen Könige Karl V., Philipp II., Philipp III. und Philipp IV. Die Statuen im oberen Bereich stellen die vier Schutzheiligen der historischen Stadtviertel dar: Agatha, Cristina, Ninfa und Oliva.                        
Die Brunnen und Skulpturen werden von Säulen eingerahmt, die von unten nach oben der Ordnung dorisch, ionisch und korinthisch folgen.                         
Hinter der Palastfassade an der Süd-Südwestecke liegt die Basilika San Giuseppe dei Teatini.

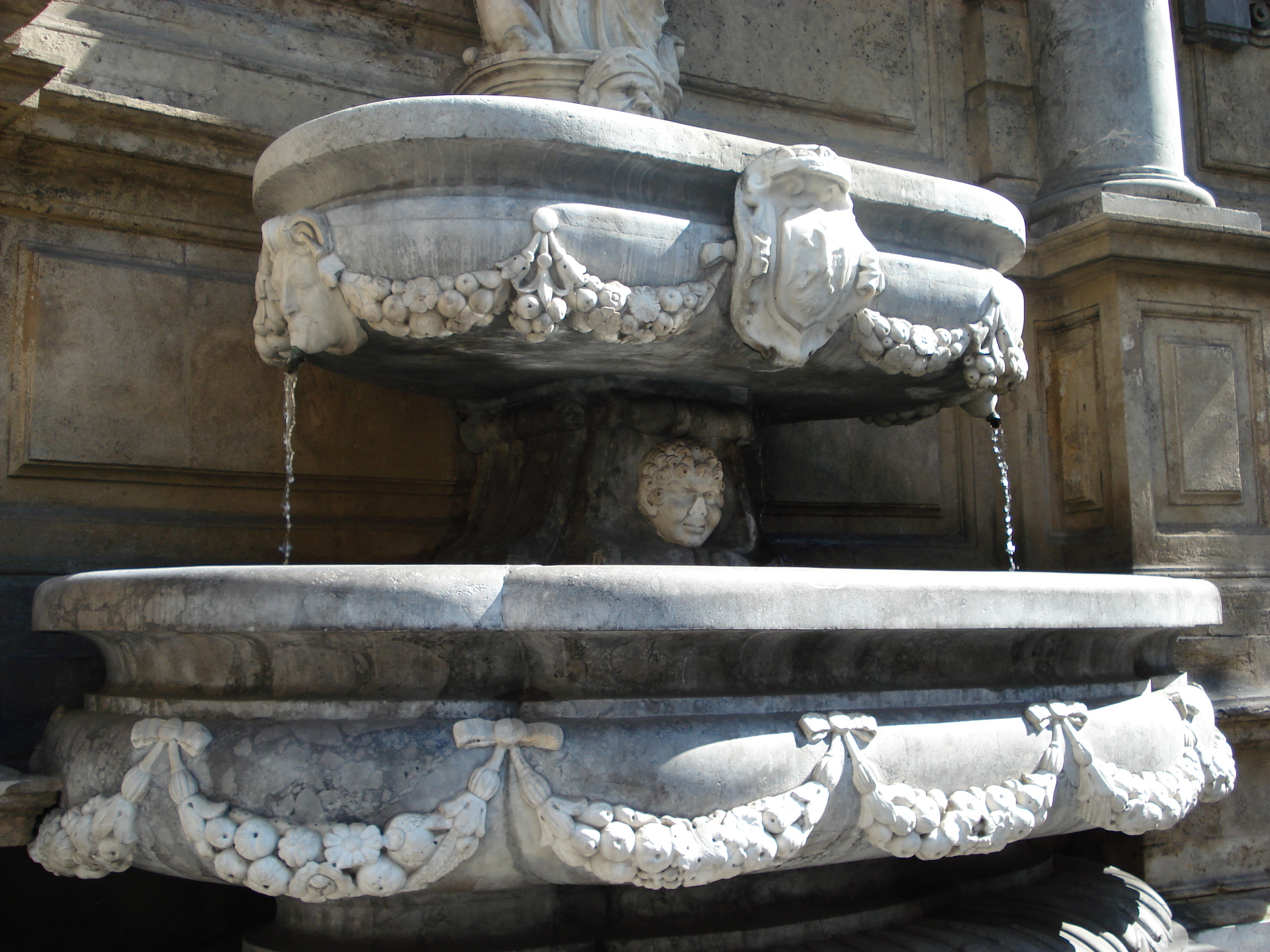
Brunnen
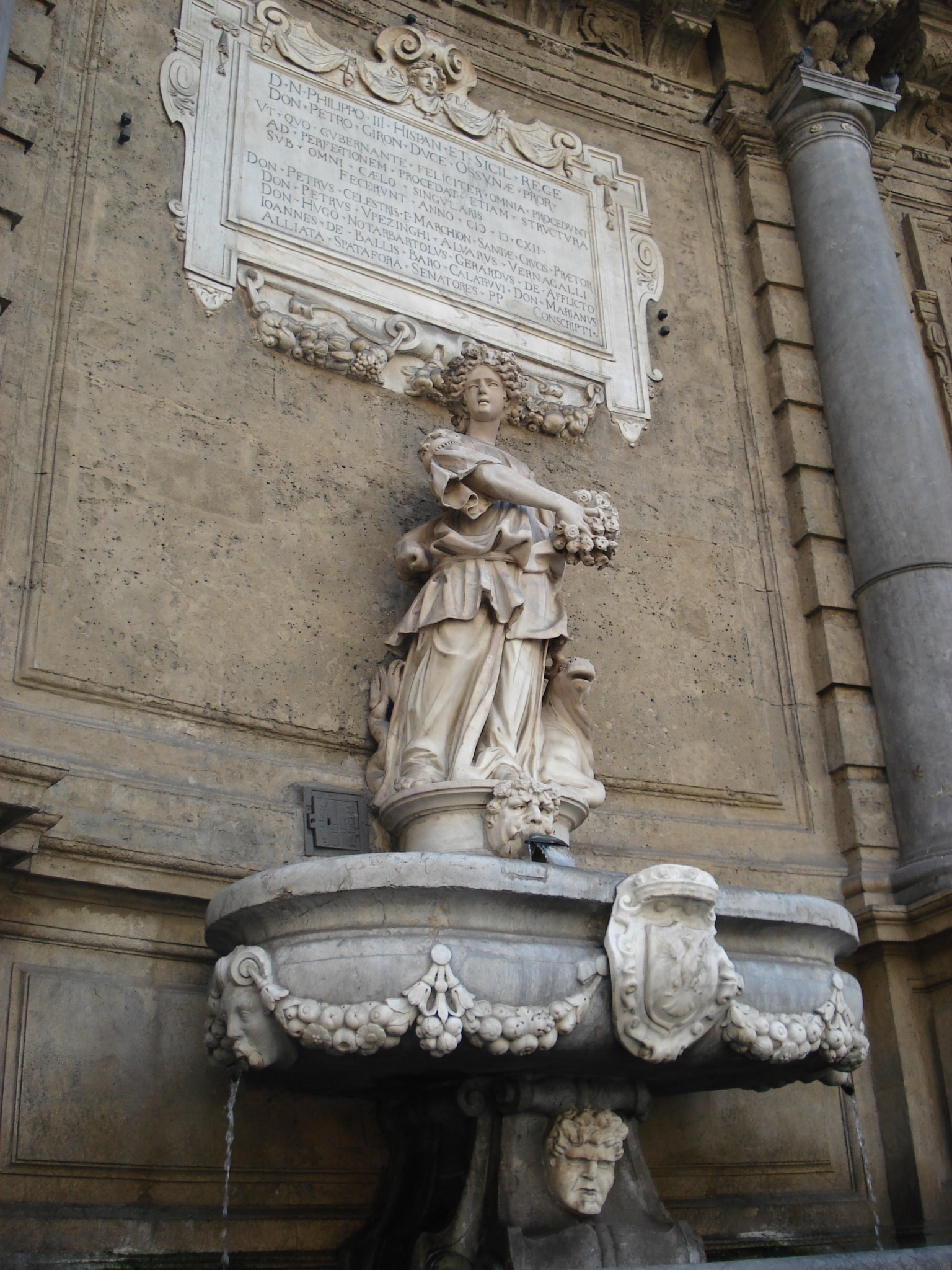
Allegorie
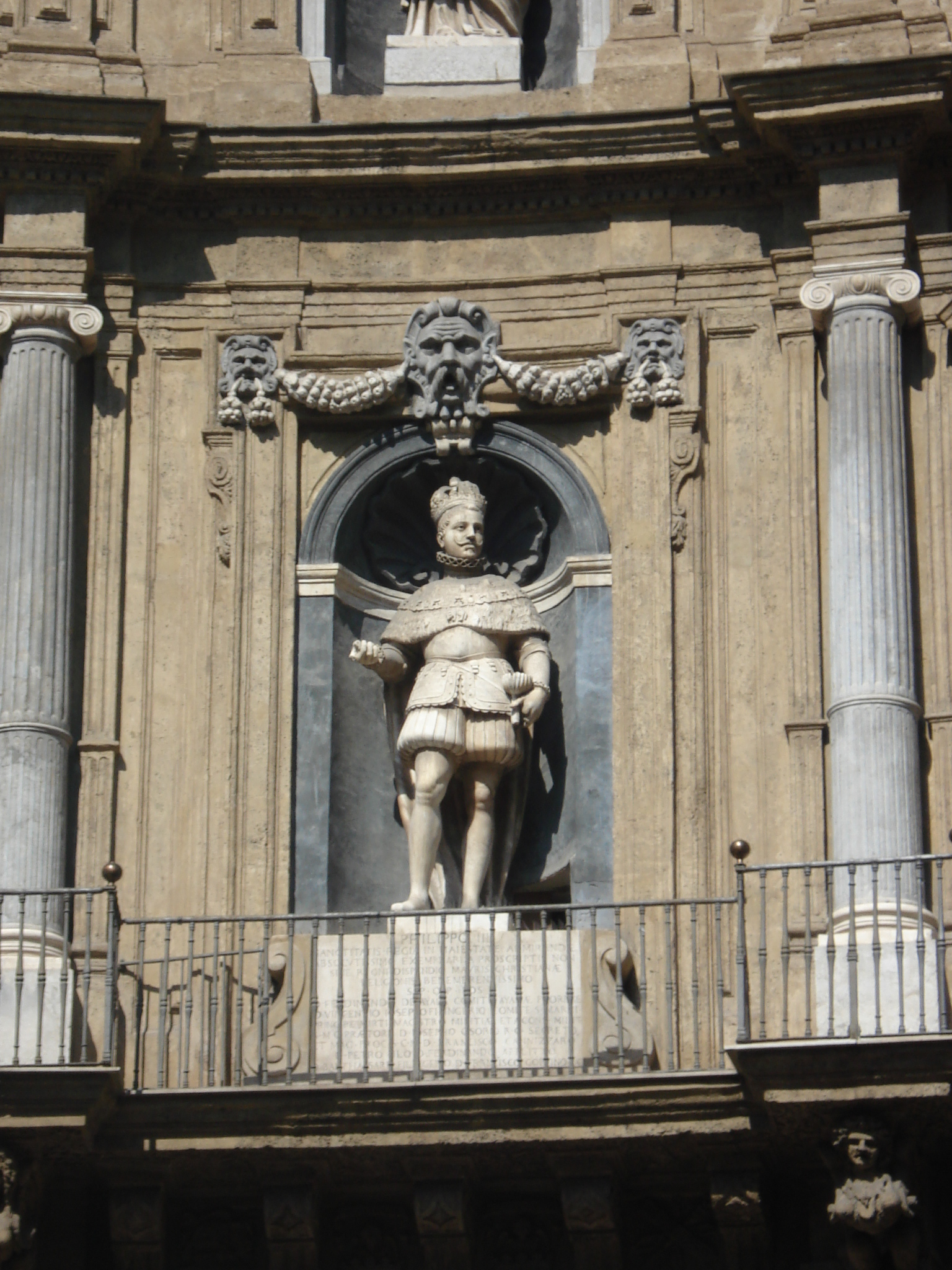
Philipp III.
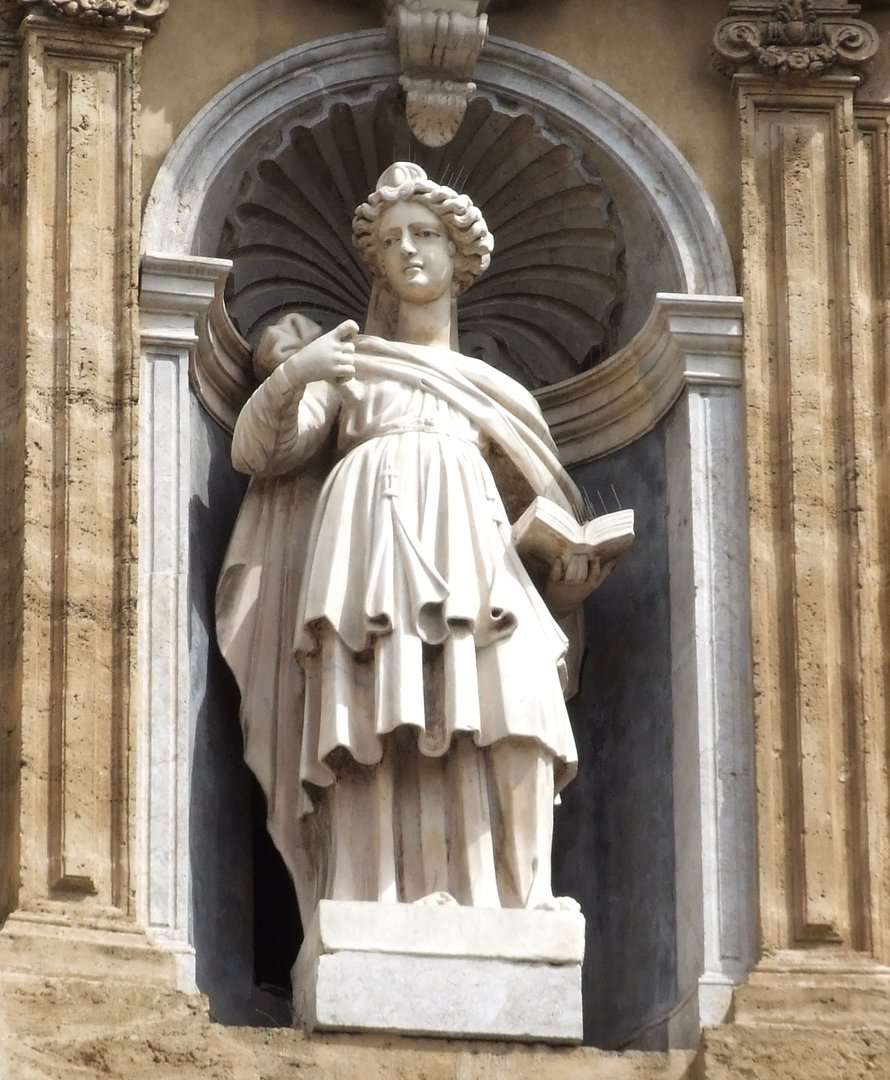
Agatha von Catania
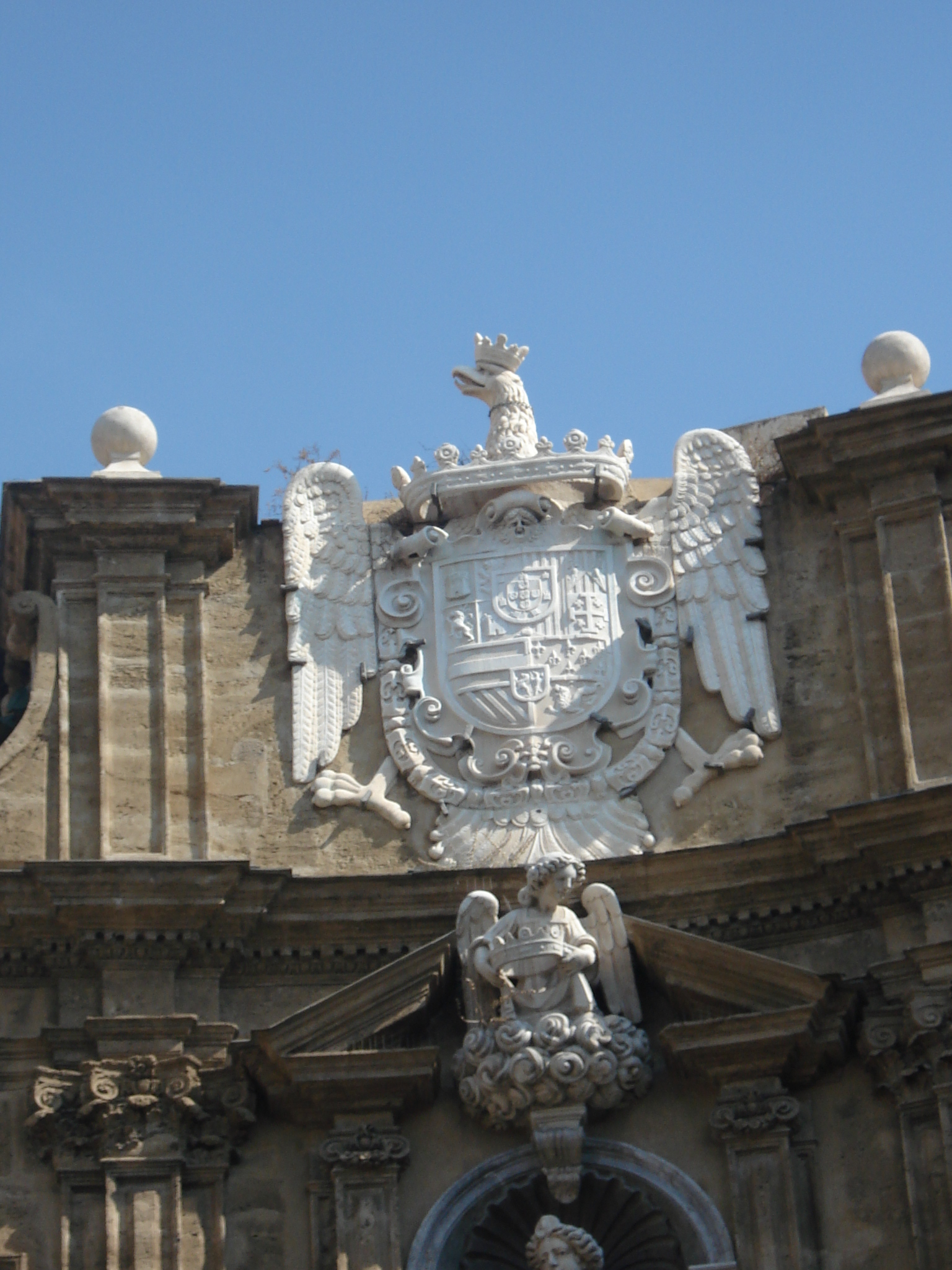
Wappen